# Tocata

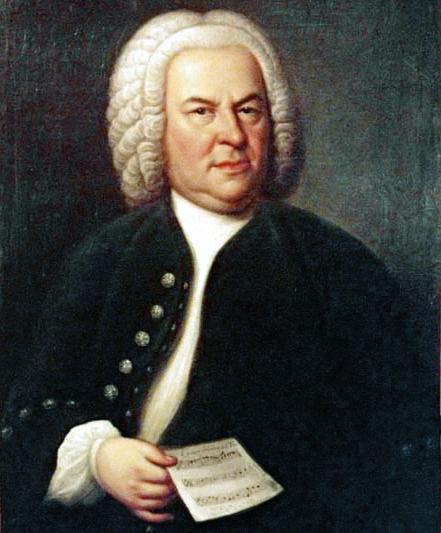
Johann Sebastian Bach, uno de los compositores más importantes de tocatas.

Tocata (del Italiano toccata, «para tocar») es una pieza de la   música renacentista y música barroca para instrumentos de tecla, como el clave o el órgano, normalmente con una forma libre que en general enfatiza la destreza del intérprete. Las tocatas también denominadas Praeludium, o Preludio tiene una estructura que consiste en una sucesión de secciones fugadas que se alternan con otras de estilo libre y con carácter de improvisación. En las fases más avanzadas del desarrollo de las tocatas, estas secciones fugadas serán la culminación y tendrán relativa independencia. En el siglo XVIII la asociación de tocata y fuga era habitual. Con menos frecuencia, se utiliza el término para referirse a trabajos con múltiples instrumentos (la obertura de la ópera de Claudio Monteverdi, Orfeo, es uno de los ejemplos más notables).

## La tocata en el Renacimiento
En Europa, toda iglesia solía tener un órgano para tocar en las pausas de la liturgia o tocar alternando con el canto. Estas melodías solían ser improvisaciones sobre las propias melodías gregorianas. Los organistas que tocaban en las iglesias practicaban con unos métodos de enseñanza para ejercitar la agilidad de sus dedos a través de escalas. El más importante de estos métodos u obras didácticas fue Fundamentum Organisandi (1452) de Conrad Paumenn, que constituía un resumen para la enseñanza del contrapunto.
El origen de la tocata nace de estas melodías que se tocaban en las iglesias para las pausas de la liturgia. En la obra Praeludia publicada por el músico alemán Adam Ileborgh en 1448, estas piezas aparecen bajo el nombre de preambulum o praeludium. Se caracterizan por ser de las primeras obras que surgen a partir de la práctica de "garabatear" en el teclado para acoplarse al canto que vendría después. A mediados del siglo XV, Buxheim limitó la extensión de estas piezas a obras breves. Estas composiciones siguieron desarrollándose a comienzos del XVI y se fue reduciendo su movilidad hasta quedarse en una escala relativamente pequeña para funcionar así como verdaderos preludios. Más tarde fueron crecieron en proporciones hasta llegar a su máximo tamaño con Marco Antonio Cavazzoni, que llamó a dos de estas obras ricerchari (buscar). Estas composiciones son breves y al estilo improvisatorio que funcionaban como preludios de obras vocales. En 1540 el término ricercare se empleaba para designar un tipo de pieza muy distinta en estilo imitativo. En el siglo XVI el tipo de ricercare rapsódico empezó a llamarse tocata, cuya primera aparición del término se encuentra escrito en el libro Intabolatura de leuto de diversi autori, un manual para laúd del músico Giovanni Casteliono. 
Estas eran composiciones improvisadas para instrumentos de tecla en las cuales una mano realizaba virtuosos pasajes en cascada con el acompañamiento de la otra y acto seguido se intercambiaban. Estas obras, entre los compositores que trabajaban en Venecia, los preludios eran llamados intonazioni. Compositores como Andrea Gabrieli y Giovanni Gabrieli desarrollaron la forma de las intonazioni haciéndolos todavía más cortos y virtuosísticos. Los Gabrieli establecieron contacto con estudiantes alemanes, al que podemos encontrar al joven Hans Leo Hassler o Heinrich Schütz. Aunque el término toccata aparece por primera vez en 1536 en una tablatura para laúd, no será hasta la llegada de Claudio Merulo o Giovanni Gabrieli cuando este género empiece a tener una estructura definida.

## La tocata en el Barroco
La tocata barroca es más seccional y tiene una mayor longitud, intensidad y virtuosismo que la renacentista, alcanzando niveles de extravagancia equivalentes a los abrumadores detalles vistos en la arquitectura de dicho período. Generalmente presenta rápidas escalas y arpegios alternados con acordes o partes fugales. Estas tocatas son de ritmo libre, a la manera que describe en su prólogo. Con Girolamo Frescobaldi se inauguró una nueva era cuando se publicó su primer libro de tocatas en 1615. Las partes contrastantes se habían hecho más violentas y los pasajes rítmicamente más complejos. La decimosegunda tocata es un ensayo con cromatismos para ejercitar la realización de pasajes. El efecto de la discontinuidad rítmica es más pronunciada en la novena tocata en la cual el uso de las proporciones rítmicas es más libre. El legado de Frescobaldi llegó hasta el final de siglo en Italia.
Uno de los primeros compositores del sur de Alemania en cultivar la tocata fue H.L.Hassler quien estudió con Andrea Gabrieli en Venecia. El estilo de tocata de Frescobaldi fue transmitido a Austria por Froberger. Sus más de veinticuatro tocatas son incluso más contrastantes que las de Frescobaldi pero al mismo tiempo con mayor continuidad dentro de cada sección. Una característica típica consiste en una introducción rapsódica de gran extensión, un primer fugato y un segundo basado en la transformación rítmica del material del primero finalizando con un pasaje conclusivo.
Los elementos rapsódicos del estilo de Froberger se transmitieron a Francia a través de transcripciones de algunas de sus tocatas. Pero en Francia no fue adoptado el nombre de tocata durante ese periodo.
En Holanda la tocata fue desarrollada por Sweelinck antes de haber sido transformada por Frescobaldi. De todas las formas transmitidas por Sweelinck a sus sucesores del norte de Europa la tocata fue la menos importante. Las tocatas que sobrevivieron en manuscritos por Samuel Scheidt no son de gran interés.
Otros compositores barrocos de tocatas, en el período anterior a Bach, incluyen a Michelangelo Rossi, Jan Pieterszoon Sweelinck, Alessandro Scarlatti y Dietrich Buxtehude.
Las tocatas de Johann Sebastian Bach están entre los más famosos ejemplos de esta forma. Sus tocatas para órgano son composiciones muy improvisadas y generalmente están seguidas de un movimiento de fuga independiente. En dichos casos, la tocata es usada en lugar del usualmente más estable preludio. Sus tocatas para clavicordio son trabajos multi-sectoriales que incluyen escrituras fugales como parte de su estructura.

## La tocata en el Barroco tardío
En Italia las tocatas de Alessandro Scarlatti fueron unas obras bastante importantes. Son para clave y pueden estar en un máximo de seis o siete secciones contrastantes, que incorpora elementos tales como la fuga, recitativo y variaciones como por ejemplo el número 7 (de Primo e secondo libro di Toccate de 1723) que termina con 29 variaciones de la folía. Scarlatti influenció el estilo de las obras de teclado de Händel, aunque estas piezas musicales no eran consideradas tocatas. La influencia de Scarlatti también puede ser vista en algunas de las obras de J.S. Bach, como la Fantasía cromática y Fuga, pero las tocatas para clave de Bach eran obras de gran extensión y diseño individual incorporando al menos uno y a veces dos movimientos fugados. Las figuraciones rapsódicas se subordinaron a pasajes de ritmo regular, y se trataba de obras muy unidas a pesar de sus imponentes diseños. Por ejemplo en el primer movimiento de la Partita en mi menor cuya forma consiste en material introductorio, una fuga extendida, y la vuelta a la primera sección.
Las tocatas para órgano de Bach son o bien obras en las que la tocata y elementos fugados están fuertemente vinculados, al igual que con Buxtehude (por ejemplo la pieza a menudo llamada Tocata y Fuga en Re menor BWV 565 y la Tocata en do BWV 564, que incorpora una introducción, un adagio y una fuga); o son grandes movimientos independientes con un ritmo estricto que preceden una fuga (por ejemplo, el 'Dorian' Tocata y Fuga BWV 538 o la Tocata y Fuga en Fa BWV 540). Un elemento que se convertiría en una característica fundamental de la tocata moderna es, en gran medida, el movimiento continuo de semicorcheas, por medio del cual la tensión se edifica y que se aprecia en composiciones musicales de la época. 